# Dolmen von Schülldorf
Der Dolmen von Schülldorf im Kreis Rendsburg-Eckernförde in Schleswig-Holstein wurde 1975 von Gottfried Schäfer untersucht. Die Anlage von Schülldorf war als flache Erhebung mit gebrannten Feuerstein- und Granitsprengstücken an einem nach Süden geneigten Hang sichtbar. Bei der Anlage handelt es sich vermutlich um einen Polygonaldolmen der Trichterbecherkultur (TBK), der zwischen 3500 und 2800 v. Chr. entstand.

## Beschreibung
Das Nordost-Südwest orientierte Hünenbett war etwa 40 m lang, 8-10 m breit und noch 0,15 m hoch. Die äußere Begrenzung war in etwa durch die Standspuren von Einfassungssteinen zu bestimmen. Vor der Aufschüttung des Erdhügels, in dem sich erstaunlich viele Steine befanden, war die alte Oberfläche abgetragen worden. Die Hügelschüttung bestand aus podsolierter, feinsandiger, schwach humoser Erde.
Die Kammer lag quer zur Längsachse des Hünenbettes und war innen etwa 2,8 × 2,2 m groß. In einem tieferen Planum wurden sechs 0,30-0,35 m tiefe Standspuren beobachtet, die eine rundlich-ovale Fläche einfassten. Zwischen den Standspuren lagen Reste des Zwischenmauerwerks in situ. Der Zugang lag wahrscheinlich in einer etwa einen Meter breiten Lücke im Südosten. 
Die eingetiefte Grabsohle war mit Rollsteinen gepflastert. Die gepflasterte Fläche war den Tragsteinstandspuren angepasst und ragte zwischen die Standspuren. Auf dem Pflaster lag eine bis zu 0,15 m starke Schicht gebrannter Feuerstein. Von der äußeren Stabilisierung waren Reste eines Lehmmantels, mit zerschlagenen Feuersteinstücken durchsetzt, erhalten.

## Funde
Auf der Feuersteinschüttung der Kammer lagen sieben querschneidige Pfeilspitzen und vier Feuersteinklingen, zwei Objekte aus Bernstein und Scherben eines verzierten Trichterbechers und einer Amphore. Aus der Schüttung wurden fünf querschneidige Pfeilspitzen und ein Klingenbruchstück ausgesiebt. Zwischen zwei Standspuren im Norden wurde eine nicht in situ befindliche Bronzespirale gefunden. 
In der Hügelrandzone östlich der Kammer wurden auf einer Fläche von etwa vier Metern Durchmesser an der Hügelbasis zahlreiche, meist tiefstichverzierte Scherben, ein Rundschaber und mehrere Abschläge in lockerer Streuung gefunden. Eine zweite weniger konzentrierte Scherbenstreuung von sechs Meter Durchmesser lag südöstlich der Kammer. Eine wannenförmige Steinpackung mit einer Schüttung aus gebranntem Feuerstein, ohne Beigaben, lag im Osten an der Außenseite des Langbettes. Dies macht es wahrscheinlich, dass dieses Grab jünger als die übrige Anlage ist. Die Form der Steinpackung und der gebrannte Feuerstein geben einen Hinweis darauf, dass die Grabanlage zur Einzelgrabkultur gehören könnte.